# Bailee Brown
Bailee Brown (2000) es una deportista hongkonesa que compite en triatlón. Ganó dos medallas de bronce en los Juegos Asiáticos, en los años 2018 y 2022.

## Palmarés internacional
| Juegos Asiáticos | Juegos Asiáticos      | Juegos Asiáticos  | Juegos Asiáticos |
| Año              | Lugar                 | Medalla           | Prueba           |
| ---------------- | --------------------- | ----------------- | ---------------- |
| 2018             | Palembang (Indonesia) | Medalla de bronce | Relevo mixto     |
| 2022             | Hangzhou (China)      | Medalla de bronce | Relevo mixto     |